# USS Sargent Bay (CVE-83)
L’USS Sargent Bay (CVE-83) est un porte-avions d'escorte de classe Casablanca de l'US Navy construit à partir de 1943 par Kaiser Shipyards à Vancouver (Washington) et mis en service en 1944.